# Lista planetelor minore: 237001–238000
Aceasta este lista planetelor minore cu numerele 237001–238000.

## 237001–237100
| Denumire | Denumire provizorie | Data descoperirii  | Locul descoperirii | Descoperitor(i)     |
| -------- | ------------------- | ------------------ | ------------------ | ------------------- |
| 237001 - | 2008 RK46           | 2 septembrie 2008  | Kitt Peak          | Spacewatch          |
| 237002 - | 2008 RY75           | 6 septembrie 2008  | Mount Lemmon       | Mount Lemmon Survey |
| 237012 - | 2008 RT125          | 9 septembrie 2008  | Junk Bond          | D. Healy            |
| 237015 - | 2008 SL2            | 22 septembrie 2008 | Goodricke-Pigott   | R. A. Tucker        |
| 237016 - | 2008 SX5            | 22 septembrie 2008 | Socorro            | LINEAR              |
| 237030 - | 2008 SB68           | 21 septembrie 2008 | Catalina           | CSS                 |
| 237053 - | 2008 SD149          | 28 septembrie 2008 | Sandlot            | G. Hug              |
| 237054 - | 2008 SE150          | 29 septembrie 2008 | Dauban             | F. Kugel            |
| 237070 - | 2008 SM246          | 30 septembrie 2008 | La Sagra           | OAM                 |
| 237094 - | 2008 TA26           | 8 octombrie 2008   | Kachina            | J. Hobart           |

## 237101–237200
| Denumire         | Denumire provizorie | Data descoperirii | Locul descoperirii | Descoperitor(i)       |
| ---------------- | ------------------- | ----------------- | ------------------ | --------------------- |
| 237125 -         | 2008 UA2            | 21 octombrie 2008 | Sierra Stars       | F. Tozzi              |
| 237164 -         | 2008 UP128          | 22 octombrie 2008 | Lulin Observatory  | LUSS                  |
| 237176 -         | 2008 UX160          | 23 octombrie 2008 | Črni Vrh           | Črni Vrh              |
| 237177 -         | 2008 UZ160          | 24 octombrie 2008 | Bergisch Gladbach  | W. Bickel             |
| 237187 Zhonglihe | 2008 UA212          | 23 octombrie 2008 | Lulin Observatory  | Q.-z. Ye, X. Y. Hsiao |

## 237201–237300
| Denumire         | Denumire provizorie | Data descoperirii | Locul descoperirii  | Descoperitor(i)          |
| ---------------- | ------------------- | ----------------- | ------------------- | ------------------------ |
| 237239 -         | 2008 WN32           | 20 noiembrie 2008 | Bisei SG Center     | BATTeRS                  |
| 237261 -         | 2008 WN94           | 28 noiembrie 2008 | Pla D'Arguines      | R. Ferrando              |
| 237264 -         | 2008 WP96           | 28 noiembrie 2008 | Piszkéstető         | K. Sárneczky, A. Kárpáti |
| 237265 Golobokov | 2008 WQ96           | 28 noiembrie 2008 | Zelenchukskaya      | T. V. Kryachko           |
| 237266 -         | 2008 WX96           | 30 noiembrie 2008 | Mayhill             | A. Lowe                  |
| 237276 Nakama    | 2008 XD2            | 2 decembrie 2008  | Geisei              | T. Seki                  |
| 237277 Nevaruth  | 2008 XR2            | 5 decembrie 2008  | Wiggins Observatory | P. Wiggins               |
| 237279 -         | 2008 XB7            | 7 decembrie 2008  | San Marcello        | San Marcello             |
| 237297 -         | 2008 YW27           | 28 decembrie 2008 | Taunus              | S. Karge, R. Kling       |
| 237299 -         | 2008 YR33           | 31 decembrie 2008 | Altschwendt         | W. Ries                  |

## 237301–237400
| Denumire | Denumire provizorie | Data descoperirii  | Locul descoperirii | Descoperitor(i)                                     |
| -------- | ------------------- | ------------------ | ------------------ | --------------------------------------------------- |
| 237301 - | 2008 YZ43           | 29 decembrie 2008  | Kitt Peak          | Spacewatch                                          |
| 237302 - | 2008 YA59           | 30 decembrie 2008  | Kitt Peak          | Spacewatch                                          |
| 237303 - | 2008 YV59           | 30 decembrie 2008  | Kitt Peak          | Spacewatch                                          |
| 237304 - | 2008 YP77           | 30 decembrie 2008  | Mount Lemmon       | Mount Lemmon Survey                                 |
| 237305 - | 2008 YT88           | 29 decembrie 2008  | Kitt Peak          | Spacewatch                                          |
| 237306 - | 2008 YH89           | 29 decembrie 2008  | Kitt Peak          | Spacewatch                                          |
| 237307 - | 2008 YQ90           | 29 decembrie 2008  | Kitt Peak          | Spacewatch                                          |
| 237308 - | 2008 YZ90           | 29 decembrie 2008  | Kitt Peak          | Spacewatch                                          |
| 237309 - | 2008 YT99           | 29 decembrie 2008  | Kitt Peak          | Spacewatch                                          |
| 237310 - | 2008 YJ110          | 30 decembrie 2008  | Mount Lemmon       | Mount Lemmon Survey                                 |
| 237311 - | 2008 YV121          | 30 decembrie 2008  | Kitt Peak          | Spacewatch                                          |
| 237312 - | 2008 YT133          | 30 decembrie 2008  | Kitt Peak          | Spacewatch                                          |
| 237313 - | 2008 YE161          | 29 decembrie 2008  | Mount Lemmon       | Mount Lemmon Survey                                 |
| 237314 - | 2008 YP162          | 22 decembrie 2008  | Kitt Peak          | Spacewatch                                          |
| 237315 - | 2009 AZ14           | 2 ianuarie 2009    | Mount Lemmon       | Mount Lemmon Survey                                 |
| 237316 - | 2009 AK30           | 15 ianuarie 2009   | Kitt Peak          | Spacewatch                                          |
| 237317 - | 2009 AH34           | 15 ianuarie 2009   | Kitt Peak          | Spacewatch                                          |
| 237318 - | 2009 AZ42           | 3 ianuarie 2009    | Mount Lemmon       | Mount Lemmon Survey                                 |
| 237319 - | 2009 BT17           | 16 ianuarie 2009   | Mount Lemmon       | Mount Lemmon Survey                                 |
| 237320 - | 2009 BX36           | 16 ianuarie 2009   | Mount Lemmon       | Mount Lemmon Survey                                 |
| 237321 - | 2009 BM54           | 16 ianuarie 2009   | Mount Lemmon       | Mount Lemmon Survey                                 |
| 237322 - | 2009 BV85           | 25 ianuarie 2009   | Kitt Peak          | Spacewatch                                          |
| 237323 - | 2009 BP88           | 25 ianuarie 2009   | Kitt Peak          | Spacewatch                                          |
| 237324 - | 2009 BM97           | 25 ianuarie 2009   | Catalina           | CSS                                                 |
| 237325 - | 2009 BO115          | 29 ianuarie 2009   | Kitt Peak          | Spacewatch                                          |
| 237326 - | 2009 BF161          | 31 ianuarie 2009   | Mount Lemmon       | Mount Lemmon Survey                                 |
| 237327 - | 2009 BE172          | 18 ianuarie 2009   | Kitt Peak          | Spacewatch                                          |
| 237328 - | 2009 CA1            | 1 februarie 2009   | Socorro            | LINEAR                                              |
| 237329 - | 2009 CA4            | 4 februarie 2009   | Wildberg           | R. Apitzsch                                         |
| 237330 - | 2009 CT48           | 14 februarie 2009  | Mount Lemmon       | Mount Lemmon Survey                                 |
| 237331 - | 2009 FB24           | 19 martie 2009     | La Sagra           | OAM                                                 |
| 237332 - | 2009 UN87           | 24 octombrie 2009  | Catalina           | CSS                                                 |
| 237333 - | 2009 UN130          | 24 octombrie 2009  | Catalina           | CSS                                                 |
| 237334 - | 2009 UG153          | 26 octombrie 2009  | Kitt Peak          | Spacewatch                                          |
| 237335 - | 2009 VZ7            | 8 noiembrie 2009   | Catalina           | CSS                                                 |
| 237336 - | 2009 WC25           | 21 noiembrie 2009  | Mayhill            | Mayhill                                             |
| 237337 - | 2009 WK60           | 16 noiembrie 2009  | Kitt Peak          | Spacewatch                                          |
| 237338 - | 2009 WS60           | 16 noiembrie 2009  | Mount Lemmon       | Mount Lemmon Survey                                 |
| 237339 - | 2009 WN162          | 21 noiembrie 2009  | Kitt Peak          | Spacewatch                                          |
| 237340 - | 2009 WK258          | 27 noiembrie 2009  | Mount Lemmon       | Mount Lemmon Survey                                 |
| 237341 - | 2009 WD263          | 25 noiembrie 2009  | Kitt Peak          | Spacewatch                                          |
| 237342 - | 2009 XM23           | 10 decembrie 2009  | Socorro            | LINEAR                                              |
| 237343 - | 2009 YJ15           | 18 decembrie 2009  | Kitt Peak          | Spacewatch                                          |
| 237344 - | 2010 AY23           | 6 ianuarie 2010    | Kitt Peak          | Spacewatch                                          |
| 237345 - | 2010 AM37           | 7 ianuarie 2010    | Kitt Peak          | Spacewatch                                          |
| 237346 - | 2010 AV38           | 8 ianuarie 2010    | Kitt Peak          | Spacewatch                                          |
| 237347 - | 2010 AK76           | 15 ianuarie 2010   | Socorro            | LINEAR                                              |
| 237348 - | 2010 AV79           | 15 ianuarie 2010   | Kitt Peak          | Spacewatch                                          |
| 237349 - | 2010 CM12           | 12 februarie 2010  | Mayhill            | Mayhill                                             |
| 237350 - | 2010 CZ146          | 13 februarie 2010  | Kitt Peak          | Spacewatch                                          |
| 237351   | 2235 P-L            | 24 septembrie 1960 | Palomar            | C. van Houten, I. van Houten-Groeneveld, T. Gehrels |
| 237352   | 4307 P-L            | 24 septembrie 1960 | Palomar            | C. van Houten, I. van Houten-Groeneveld, T. Gehrels |
| 237353   | 1207 T-2            | 29 septembrie 1960 | Palomar            | C. van Houten, I. van Houten-Groeneveld, T. Gehrels |
| 237354   | 1711 T-2            | 29 septembrie 1960 | Palomar            | C. van Houten, I. van Houten-Groeneveld, T. Gehrels |
| 237355   | 2296 T-2            | 29 septembrie 1960 | Palomar            | C. van Houten, I. van Houten-Groeneveld, T. Gehrels |
| 237356   | 3103 T-2            | 30 septembrie 1960 | Palomar            | C. van Houten, I. van Houten-Groeneveld, T. Gehrels |
| 237357   | 2059 T-3            | 16 octombrie 1977  | Palomar            | C. van Houten, I. van Houten-Groeneveld, T. Gehrels |
| 237358   | 3206 T-3            | 16 octombrie 1977  | Palomar            | C. van Houten, I. van Houten-Groeneveld, T. Gehrels |
| 237359   | 3774 T-3            | 16 octombrie 1977  | Palomar            | C. van Houten, I. van Houten-Groeneveld, T. Gehrels |
| 237360   | 4539 T-3            | 16 octombrie 1977  | Palomar            | C. van Houten, I. van Houten-Groeneveld, T. Gehrels |
| 237361 - | 1981 EE48           | 6 martie 1981      | Siding Spring      | S. J. Bus                                           |
| 237362 - | 1993 FY31           | 19 martie 1993     | La Silla           | UESAC                                               |
| 237363 - | 1993 HV4            | 22 aprilie 1993    | Kitt Peak          | Spacewatch                                          |
| 237364 - | 1993 TW22           | 9 octombrie 1993   | La Silla           | E. W. Elst                                          |
| 237365 - | 1994 EA5            | 6 martie 1994      | Kitt Peak          | Spacewatch                                          |
| 237366 - | 1994 PJ14           | 10 august 1994     | La Silla           | E. W. Elst                                          |
| 237367 - | 1994 PY35           | 10 august 1994     | La Silla           | E. W. Elst                                          |
| 237368 - | 1994 UA7            | 28 octombrie 1994  | Kitt Peak          | Spacewatch                                          |
| 237369 - | 1994 WG7            | 28 noiembrie 1994  | Kitt Peak          | Spacewatch                                          |
| 237370 - | 1994 WN8            | 28 noiembrie 1994  | Kitt Peak          | Spacewatch                                          |
| 237371 - | 1995 DG8            | 24 februarie 1995  | Kitt Peak          | Spacewatch                                          |
| 237372 - | 1995 OV11           | 27 iulie 1995      | Kitt Peak          | Spacewatch                                          |
| 237373 - | 1995 QE8            | 25 august 1995     | Kitt Peak          | Spacewatch                                          |
| 237374 - | 1995 SV7            | 17 septembrie 1995 | Kitt Peak          | Spacewatch                                          |
| 237375 - | 1995 SM16           | 18 septembrie 1995 | Kitt Peak          | Spacewatch                                          |
| 237376 - | 1995 SW50           | 26 septembrie 1995 | Kitt Peak          | Spacewatch                                          |
| 237377 - | 1995 SZ63           | 26 septembrie 1995 | Kitt Peak          | Spacewatch                                          |
| 237378 - | 1995 SA82           | 22 septembrie 1995 | Kitt Peak          | Spacewatch                                          |
| 237379 - | 1995 US67           | 18 octombrie 1995  | Kitt Peak          | Spacewatch                                          |
| 237380 - | 1995 VB5            | 14 noiembrie 1995  | Kitt Peak          | Spacewatch                                          |
| 237381 - | 1995 VF9            | 14 noiembrie 1995  | Kitt Peak          | Spacewatch                                          |
| 237382 - | 1995 VV18           | 14 noiembrie 1995  | Xinglong           | BAO Schmidt CCD Asteroid Program                    |
| 237383 - | 1996 AF10           | 13 ianuarie 1996   | Kitt Peak          | Spacewatch                                          |
| 237384 - | 1996 CX             | 7 februarie 1996   | Xinglong           | BAO Schmidt CCD Asteroid Program                    |
| 237385 - | 1996 EV15           | 13 martie 1996     | Kitt Peak          | Spacewatch                                          |
| 237386 - | 1996 HW5            | 17 aprilie 1996    | Kitt Peak          | Spacewatch                                          |
| 237387 - | 1996 PM1            | 1 august 1996      | Haleakala          | AMOS                                                |
| 237388 - | 1996 TL             | 3 octombrie 1996   | Prescott           | P. G. Comba                                         |
| 237389 - | 1996 VE20           | 8 noiembrie 1996   | Kitt Peak          | Spacewatch                                          |
| 237390 - | 1996 XP20           | 5 decembrie 1996   | Kitt Peak          | Spacewatch                                          |
| 237391 - | 1997 AX10           | 9 ianuarie 1997    | Kitt Peak          | Spacewatch                                          |
| 237392 - | 1997 JH4            | 1 mai 1997         | Socorro            | LINEAR                                              |
| 237393 - | 1997 LG             | 1 iunie 1997       | Kitt Peak          | Spacewatch                                          |
| 237394 - | 1997 SZ13           | 28 septembrie 1997 | Kitt Peak          | Spacewatch                                          |
| 237395 - | 1997 SD22           | 27 septembrie 1997 | Kitt Peak          | Spacewatch                                          |
| 237396 - | 1997 SW23           | 29 septembrie 1997 | Kitt Peak          | Spacewatch                                          |
| 237397 - | 1998 AQ9            | 6 ianuarie 1998    | Anderson Mesa      | M. W. Buie                                          |
| 237398 - | 1998 BZ42           | 22 ianuarie 1998   | Kitt Peak          | Spacewatch                                          |
| 237399 - | 1998 HR118          | 23 aprilie 1998    | Socorro            | LINEAR                                              |
| 237400 - | 1998 MT1            | 16 iunie 1998      | Kitt Peak          | Spacewatch                                          |

## 237401–237500
| Denumire | Denumire provizorie | Data descoperirii | Locul descoperirii  | Descoperitor(i)        |
| -------- | ------------------- | ----------------- | ------------------- | ---------------------- |
| 237414 - | 1998 UL2            | 20 octombrie 1998 | Caussols            | ODAS                   |
| 237415 - | 1998 UR7            | 22 octombrie 1998 | Višnjan Observatory | K. Korlević            |
| 237417 - | 1998 UV23           | 17 octombrie 1998 | Anderson Mesa       | LONEOS                 |
| 237422 - | 1999 AF35           | 9 ianuarie 1999   | Mérida              | O. A. Naranjo          |
| 237426 - | 1999 FG74           | 20 martie 1999    | Apache Point        | SDSS                   |
| 237434 - | 1999 PH3            | 10 august 1999    | Ondřejov            | P. Pravec, P. Kušnirák |
| 237442   | 1999 TA10           | 8 octombrie 1999  | Socorro             | LINEAR                 |
| 237465 - | 1999 YG19           | 29 decembrie 1999 | Mauna Kea           | C. Veillet             |

## 237501–237600
| Denumire | Denumire provizorie | Data descoperirii | Locul descoperirii | Descoperitor(i) |
| -------- | ------------------- | ----------------- | ------------------ | --------------- |
| 237574 - | 2001 DY47           | 19 februarie 2001 | Nogales            | Tenagra II      |
| 237599 - | 2001 OH4            | 19 iulie 2001     | Palomar            | NEAT            |

## 237601–237700
| Denumire | Denumire provizorie | Data descoperirii | Locul descoperirii | Descoperitor(i) |
| -------- | ------------------- | ----------------- | ------------------ | --------------- |
| 237607 - | 2001 QQ71           | 21 august 2001    | Emerald Lane       | L. Ball         |

## 237701–237800
| Denumire | Denumire provizorie | Data descoperirii | Locul descoperirii | Descoperitor(i) |
| -------- | ------------------- | ----------------- | ------------------ | --------------- |
| 237763 - | 2002 AL13           | 11 ianuarie 2002  | Desert Eagle       | W. K. Y. Yeung  |
| 237796 - | 2002 BU20           | 21 ianuarie 2002  | Eskridge           | G. Hug          |

## 237801–237900
| Denumire     | Denumire provizorie | Data descoperirii | Locul descoperirii | Descoperitor(i)           |
| ------------ | ------------------- | ----------------- | ------------------ | ------------------------- |
| 237836 -     | 2002 ED6            | 10 martie 2002    | Nashville          | R. Clingan                |
| 237845 Neris | 2002 FJ5            | 16 martie 2002    | Moletai            | K. Černis, J. Zdanavičius |
| 237897 -     | 2002 NJ57           | 4 iulie 2002      | Palomar            | S. F. Hönig               |

## 237901–238000
| Denumire | Denumire provizorie | Data descoperirii  | Locul descoperirii | Descoperitor(i) |
| -------- | ------------------- | ------------------ | ------------------ | --------------- |
| 237932 - | 2002 QO50           | 16 august 2002     | Palomar            | A. Lowe         |
| 237977 - | 2002 RE237          | 15 septembrie 2002 | Palomar            | R. Matson       |